# 1444
سنة 1444 هي سنة كبيسة تبدأ يوم الأربعاء حسب تقويم يولياني.

## أحداث
- 10 نوفمبر _ وقعت معركة فارنا بين العثمانين والصليبين والتي أدت إلى موت فلاديسلاوس الثالث القائد لقوات الصليبين .

## مواليد
- 11 مارس _دوناتو برامانتي ، فنان إيطالي (مات 1514)

## وفيات
- محمد شاه سلطان ملقا، ثالث سلاطين ملقا.